# Дорогиня
Дорогиня — поселок в Макарьевском районе Костромской области. Входит в состав Горчухинского сельского поселения.

## География
Находится в юго-восточной части Костромской области на расстоянии приблизительно 34 км на юг-юго-запад по прямой от районного центра города Макарьев на левом берегу реки Чёрный Лух менее в чем 1 км от ее устья.

## История
Основан в 1938 году как лесосплавной посёлок.

## Население
Постоянное население составляло 595 человек в 2002 году (русские 98 %), 270 в 2022.
| 2008 | 2010 | 2014 | 2024 |
| ---- | ---- | ---- | ---- |
| 521  | ↘429 | ↘394 | ↘259 |